# Arctic Sea

Силуэт судна Арктик Си

«Арктик-Си» (англ. Arctic Sea, «Арктическое море») — судно типа «Углегорск», лесовоз ледового класса с двойным корпусом. Получило большую известность в связи с захватом судна неизвестными в июле 2009 года.

## История
Судно построено в 1991 году на верфи Sedef в Турции по заказу СССР, изначально получило название «Охотское» в честь одноимённого села на Сахалине. Оснащено двумя кранами грузоподъёмностью 25 тонн.
На протяжении 2008 и первой половины 2009 года судно занималось лесоперевозкой на линии Финляндия — Алжир. Принадлежало Malta Arctic Sea Ltd (100 % её акций принадлежат компании «Солчарт» (Solchart), Финляндия) и ходило под флагом Мальты.
С 26 июня по 17 июля 2009 года Арктик-Си согласно требованию регистра прошло плановое промежуточное освидетельствование с докованием на судоремонтном заводе «Преголь» в Калининграде.

## События лета 2009 года
В июле 2009 года судно было похищено. По состоянию на 2009 год цели похищения и другие результаты расследования неизвестны.

### Хронология событий в море и сообщений в СМИ
20 и 21 июля Арктик Си, под контролем управляющей компании «Солчарт» приняло груз и направилось в регулярный рейс из порта Пиетарсаари (Финляндия) в порт Беджайя (Алжир), имея на борту 15 членов экипажа и груз из 6700 м³ пиломатериалов, с расчётной датой прибытия в порт назначения 4 августа.
24 июля в точке с приблизительными координатами 57 градусов 31, 3 минуты северной широты и 17 градусов 37, 4 минуты восточной долготы, вне территориальных вод какого-либо государства между островами Эланд и Готланд в Балтийском море судно было атаковано группой людей, объявивших себя представителями наркополиции. Они 12 часов обыскивали судно, а затем покинули его (либо, по другой версии, сохранили под своим контролем).
Позднее, в начале следственных действий пираты выдвинули свою версию попадания на борт судна: 24 июля в 23:00 по московскому времени в шведских водах к судну подошла надувная лодка. Пассажиры лодки попросили о помощи, сославшись на техническую неисправность, однако, поднявшись на борт «Арктик Си», оказались чуть ли не заложниками экипажа судна. Впоследствии выяснилось, что данное заявление является полной ложью.
28 июля Арктик Си при прохождении пролива Па-де-Кале произвело предусмотренный протоколом радиообмен с береговой службой Великобритании. Это был последний подтверждённый радиоконтакт перед исчезновением судна.
С 01:29:19 UTC 30 июля местонахождение и состояние судна Арктик Си неизвестно. Последние переданные АИС координаты Арктик Си 48°57,09′ с. ш. 5°39,31′ з. д. находятся в западной части Бискайского залива. Это единственная АИС отметка судна в Бискайском Заливе по базе Marin Tracffic имеет отметку происхождения «береговая станция АИС Санкт-Петербурга, Россия» — что свидетельствует о неквалифицированном вбросе информации АИС.
О получении 3 августа от неизвестного лица требования о выкупе в размере 1,5 миллиона долларов под угрозой затопления судна и убийства экипажа информировал представитель страховой компании «Группа Ренессанс страхование» Владимир Душин.
В порт назначения Беджайя (Алжир) к заданному сроку 4 августа судно не прибыло. По утверждению береговой службы Испании, Гибралтарский пролив Арктик Си также не проходило.
9 августа в СМИ появились первые сообщения о исчезновении судна, первоначально опубликованное Михаилом Войтенко на сайте издания «Морской бюллетень — Совфрахт» .
11 августа директор управляющей компании Solchart Виктор Матвеев заявил, ссылаясь на доклад капитана Арктик Си, что в результате действий неизвестных на судне не работала кнопка подачи сигнала бедствия и отсутствовали сигнальные буи. 

Владелец судна обратился к правительству РФ с просьбой оказать содействие в поисках.
12 августа пресс-служба Кремля сообщила, что Президент России поручил министру обороны принять меры по обнаружению Арктик Си.
13 августа представитель Еврокомиссии Мартин Селмайер (нем. Martin Selmayr) заявил, что полученные с Арктик Си радиосигналы свидетельствуют о повторной атаке на судно у берегов Португалии.
14 августа СМИ со ссылкой на береговые службы Кабо-Верде сообщили, что сухогруз замечен у островов Зелёного мыса и что СКР «Ладный» отправляется на его перехват.
15 августа полиция Финляндии опубликовала заявление о начале службами Финляндии, Швеции и Мальты совместного международного уголовного расследования дела Арктик Си по подозрению в захвате заложников и вымогательстве. Директор управляющей компании Solchart Виктор Матвеев отрицал получение от кого-либо требования о выкупе.
17 августа министр обороны России Анатолий Сердюков доложил президенту Дмитрию Медведеву о том, что сухогруз найден в 05:00 GMT в 300 милях от Кабо-Верде, все члены экипажа живы и переведены на российский корабль «Ладный».
18 августа морская администрация Мальты опубликовала опровержение любых заявлений об исчезновении Арктик Си, утверждая, что постоянно располагала сведениями о местонахождении судна, но при этом воздерживалась от их публикации. Морская администрация Мальты также не заявляла о пропаже Арктик Си в официальных «Извещениях мореплавателям». 
По словам Анатолия Сердюкова, при операции по освобождению сухогруза были арестованы 8 человек, которые его захватили. «Находившиеся на нём 8 человек — не членов экипажа — взяты под стражу», — сказал Сердюков. «Это — граждане Эстонии, Латвии и России. Эти люди поднялись на борт „Арктик си“ и, угрожая оружием, потребовали от экипажа беспрекословного выполнения всех их распоряжений», — сказал Сердюков. Затем судно «Арктик си» двигалось по указанному захватчиками маршруту в сторону Африки, отключив навигационное оборудование".
20 августа Охранная полиция Эстонии заявила, что шестеро из захватчиков являются жителями Эстонии.
Судно было отконвоировано в район Лас-Пальмас, где находилось в нейтральных водах.

### Следствие и расследования
В конце августа 2009 года сообщалось, что все восемь обвиняемых в захвате сухогруза не признали себя виновными (Басманный суд Москвы 20 августа 2009 года выдал санкции на арест всех восьмерых подозреваемых: гражданина Эстонии Евгения Миронова, двух россиян — Дмитрия Бартенева и Андрея Лунева, гражданина Латвии Виталия Лепина, не имеющих гражданства Алексея Булеева, Игоря Борисова, Дмитрия Савинса, а также Алексея Андрюшина, гражданство которого не установлено); на допросе, по предъявлении обвинения, они настаивали, что оказались на борту Arctic Sea случайно, спасаясь от шторма, а затем капитан судна отказал им в просьбе сойти на берег в любом европейском порту. Член экипажа, отвечая на вопрос журналистов, почему они не связывались с родными после того, как были доставлены в Москву, сказал: «У нас не было для этого ни денег, ни средств связи. Телефоны остались на борту сухогруза. Лично я первый раз смог связаться со своими, попросив телефон у случайного прохожего на улице. Спасибо, он не отказал».
8 сентября глава МИД России Сергей Лавров заявил, что в ближайшее время российские власти будут проводить на судне следственные действия, для участия в которых будут приглашены представители Мальты.
14 сентября директор управляющей компании Solchart Виктор Матвеев заявил, что сотрудники российского следственного комитета вплоть до 10 сентября препятствовали доступу на судно уполномоченного судового агента и представителей мальтийской морской администрации. Мальтийская делегация была допущена на судно 11 сентября. Судовой агент управляющей компании доступа на судно не получил и 11 сентября был отозван. Владелец судна заявил о банкротстве.
16 сентября один из членов экипажа сообщил в прессу о том, что российские следователи обнаружили на судне груз сосновой древесины «вместо заявленного в документах более ценного красного дерева». В то же время коммерческий термин redwood (букв. англ. red wood — «красное дерево») означает именно сосновую древесину и не связан с принятым в русском языке именованием «красным деревом» ценной древесины махагони.
17 сентября сообщалось, что Испания не даёт согласия на заход сухогруза в свои территориальные воды; судно с грузом на борту продолжало находиться в открытом море в 17 милях восточнее острова Гран-Канария, входящего в Канарский архипелаг. Также, в сообщении Следственного комитета при прокуратуре России говорилось: «Сегодня российская сторона получила официальную ноту от посольства Мальты в РФ о том, что мальтийская сторона не намерена отправлять своих представителей для участия в передаче судна в порту Лас-Пальмас».
23 сентября владелец оператора судна Виктор Матвеев утверждал, что судно не пускают в порт, потому что там до сих пор остаются военные моряки.
24 сентября власти испанского порта Лас-Пальмаса сообщили, что в швартовке Arctic Sea отказано из-за присутствия на нём российских военных моряков, что затрудняет его правовую идентификацию: «Принимая во внимание то, что судно не имеет государственного флага и не может выполнить ряд предусмотренных международным законодательством требований, мы рассматриваем Artic Sea не как торговое судно, а как плавучий объект, контролируемый иностранными ВМС».
19 ноября 2010 года генеральная прокуратура России передала в суд уголовное дело о нападении на судно.

#### Официальная российская версия
25 августа 2009 года о ситуации с судном МИД РФ выпустил комментарий № 1272-25-08-2009, в котором сообщалось:

Сухогруз был настигнут сторожевым кораблём российского ВМФ «Ладный» 17 августа в Атлантическом океане в 300 милях южнее островов Кабо-Верде. Однако капитан «Арктик Си» неожиданно заявил, что это судно является северокорейским. В этот же день Посольство России в Пхеньяне обратилось к северокорейской стороне на предмет срочной проверки заявления капитана задержанного судна о том, что это — принадлежащее северокорейскому судовладельцу грузовое судно «Чендин-2», направляющееся из Гаваны в Сьерра-Леоне с грузом пальмовых пиломатериалов.
Северокорейская сторона прояснила ситуацию и сообщила нам о том, что принадлежащее КНДР грузовое судно «Чендин-2» на момент задержания подозрительного корабля не могло находиться в точке с указанными координатами, поскольку стояло в одном из ангольских портов.
С учётом этой информации командованием ВМФ России было принято решение о проведении досмотра судна, в ходе которого подтвердилось предположение о том, что на самом деле это — «Арктик Си». На борт «Арктик Си» поднялась досмотровая группа, обнаружившая на судне 15 членов экипажа (российских граждан) и 8 человек, подозреваемых в захвате сухогруза. Часть членов экипажа и предполагаемые захватчики судна были переведены на борт сторожевого корабля.
18 августа Посольством России в Кабо-Верде было запрошено разрешение на заход сторожевого корабля «Ладный» в территориальные воды Республики Кабо-Верде в районе о. Сал, и в этот же день разрешение было получено. 19 августа около 12:00 часов по местному времени корабль прибыл и встал на рейде у о. Сал.
С целью переправить 11 членов экипажа и 8 задержанных с борта сторожевого корабля в Москву для проведения дальнейших следственных действий в аэропорт о. Сал 17 августа и в ночь с 18 на 19 августа прибыли два военно-транспортных самолёта российских ВВС Ил-76. На их борту находилась следственная группа и подразделение военнослужащих РФ.
Было получено официальное разрешение МИД Республики Кабо-Верде, и к 19:00 19 августа все восемь задержанных и одиннадцать членов экипажа были переправлены на борт военно-транспортного самолёта российских ВВС. В этот же день в 21:00 и в 22:00 по местному времени военно-транспортные самолёты российских ВВС вылетели в Москву, куда они прибыли в первой половине дня 20 августа.
Ночью 20 августа Кабо-Верде покинул и сторожевой корабль «Ладный», который направился в сторону находящегося в дрейфе в Атлантическом океане в 250 милях к юго-западу от Кабо-Верде сухогруза «Арктик Си». На борту последнего находятся четверо членов экипажа для несения вахты и несколько военнослужащих со сторожевого корабля «Ладный» в целях сопровождения.
Выявлено, что из числа подозреваемых двое — граждане России, один — гражданин Эстонии, один — гражданин Латвии и четверо не имеют гражданства. Первичный досмотр судна не выявил на нём каких-либо подозрительных грузов. Более подробный досмотр будет произведён в одном из портов по пути следования «Арктик Си».

В июне 2010 года в российском суде прозвучала версия о причастности к захвату судна спецслужб Эстонии, в частности их бывшего сотрудника Ээрика Кросса. Прокурор Эстонии заявил, что данная версия не подтверждается, «дезинформацией» назвал данную версию председатель комиссии по делам Евросоюза в парламенте Эстонии Марко Михкельсон.
13 января 2012 год Россия объявила в международный розыск бывшего главу эстонской разведки Ээрика Кросса. Ему заочно предъявлено обвинение в пиратстве по делу о захвате сухогруза «Арктик Си».

#### Иные мнения и версии
Различные официальные и иные источники в ходе поисков судна и позже высказывали альтернативные российской версии и предположения о событиях, связанных с похищением судна, роли российских властей и характера груза самого судна: в частности Мореходные власти Мальты 18 августа заявили, что судно «никуда не исчезало».
Необычность обстоятельств предполагаемого исчезновения судна были отмечены Комиссией Евросоюза и в СМИ.
19 августа 2009 года бывший командующий Вооружёнными силами Эстонии адмирал Тармо Кыутс сказал (первоначально в интервью эстонской газете «Postimees», повторив в позднейших интервью), что только присутствие крылатых ракет на борту судна может объяснить странное поведение российских властей в течение всего месяца эпопеи; он отметил также: «Как моряк с многолетним опытом, я могу заверить вас, что официальные версии неправдоподобны.» 21 августа того же года российский представитель в штаб-квартире НАТО Дмитрий Рогозин назвал утверждение бывшего эстонского адмирала, представителя ЕС по борьбе с пиратством, о том, что сухогруз мог везти крылатые ракеты для Ирана «фантазиями морехода из Эстонии».
Главный редактор «Морского бюллетеня» Михаил Войтенко, известный как специалист в области морского судоходства ещё 8 августа одним из первых сообщил о пропаже судна.
Позже он высказал предположение, что «Арктик Си», наряду с перевозкой легитимного груза, одновременно перевозил оружие для одного из африканских режимов.
По его словам, вскоре после того, как он высказал эту точку зрения, ему пришлось покинуть Россию и обосноваться в Турции, а затем в Таиланде в связи с полученными от неизвестных людей угрозами.
Михаил Войтенко считает, что провести такого рода масштабную акцию по захвату судна, при которой его невозможно обнаружить, пиратам не под силу.
9 сентября 2009 года Би-би-си, со ссылкой на «высокопоставленный источник, близкий к израильской разведке», сообщила, что Израиль был причастен к перехвату сухогруза Arctic Sea; по данным израильских средств массовой информации, 7 сентября того же года премьер-министр Израиля Биньямин Нетаньяху совершил тайный визит в Москву и предложил Москве самостоятельно прекратить перевозку во избежание публичного скандала. 12 сентября того же года сообщалось, что министр по делам разведки и атомной энергии Израиля Дан Меридор подтвердил, что израильский премьер Биньямин Нетаньяху совершил 7 сентября визит в Москву, отказавшись раскрыть цель и причины строжайшей секретности; ранее пресс-секретарь премьер-министра РФ Дмитрий Песков утверждал, что ничего не знает о встрече главы российского правительства с израильским коллегой. В начале октября визит Нетаньяху объясняли тем, что премьер вручил Кремлю список российских учёных, которые, по мнению израильтян, помогали Ирану в создании ядерной боеголовки.
14 сентября 2009 года в СМИ появились конспирологические версии подоплёки пожара в здании штаба войсковой части ГРУ Генштаба России в Тамбове 13 того же сентября, увязывавшие инцидент, в котором погибли некие «документы особой государственной важности», с историей сухогруза Arctic Sea.
В начале октября 2009 года газета The Financial Times приводила мнение бывшего офицера ГРУ и эксперта по вопросам безопасности Антона Сурикова, который утверждал, что на судно могло иметь место 2 нападения: первое — у берегов Швеции ночью 24 июля с целью получения доказательств для правительств Британии и США наличия на борту оружия, второе — позже, 1 августа, организованное правительствами названных стран, для дальнейшего закулисного торга между вовлечёнными державами.
12 октября было озвучено мнение М. Войтенко:

<…> В истории мирового судоходства ещё ни одно захваченное пиратами и бандитами судно не таскали взад и вперёд на буксире под охраной военных по океану неделями для проведения «следственных мероприятий». Например, освободили судно из сомалийского плена — судно доползает до ближайшего порта, экипаж тут же меняют, делают необходимый ремонт, судно приводят в более-менее нормальное состояние, снабжают всем необходимым, и оно продолжает прерванный рейс. В случае же с Arctic Sea российская сторона, освободив, так сказать, судно, берёт его под свою юрисдикцию, окружает железным занавесом секретности и держит в океане месяц с лишним, а вместе с ним и четырёх моряков из экипажа — и уже всем, кроме разве СКП, очевидно, что держат против их, моряков, воли. Несмотря на крики несчастных родственников и призывы общественности. <…>
В общем, российская сторона хочет избавиться от судна и спихнуть его судовладельцу, не отвечая за последствия, убытки, ущерб… и в конечном счёте — за свои действия.— Не заржавеет? Почему ни один порт не хочет принимать Arctic Sea // «Новая газета», № 113 от 12 октября 2009
Прокурор Верховного суда Испании Хосе Гринда Гонсалес, известный расследованиями деятельности русской мафии в Западной Европе, считает историю с Arctic Sea свидетельством нелегальной торговли оружием на высшем уровне.

#### Состоятельность или несостоятельность версии о торговле оружием с Ираном
Версия о том, на сухогрузе Arctic Sea перевозилось оружие для Ирана может показаться несостоятельной в силу того, что Российская Федерация и Иран имеют морскую границу, поэтому нелегальную торговлю оружием, если она была, проще и безопаснее организовать через Каспийское море.
Исключениями являются порты Энзели, через который идёт большая часть российского экспорта леса и металлопроката в Иран, и который оборудован кранами грузоподъёмностью до 120 тонн, а также Махачкала, обладающая развитым портовым хозяйством.
Кроме того, существует возможность поставок оружия с российской военной базы в Армении по суше.

## Дальнейшая судьба судна
В феврале 2010 года судно купила канадская компания Great Lakes Feeder Lines, осуществляющая каботажные перевозки между Галифаксом, Монреалем, озером Онтарио и другими портами Канады и США.
В апреле флаг Мальты, под которым судно ходило ранее, был сменён на флаг Барбадоса.